# Spadina (ancienne circonscription fédérale)
Pour les articles homonymes, voir Spadina.
Spadina fut une circonscription électorale fédérale de l'Ontario, représentée de 1935 à 1988. 
La circonscription de Spadina a été créée en 1933 avec des portions de Toronto-Nord-Est, Toronto-Nord-Ouest, Toronto-Ouest-Centre et Toronto-Sud. Abolie en 1987, elle fut fusionnée avec Trinity pour former Trinity—Spadina et aussi la partie est de la circonscription de Rosedale.

## Géographie
En 1933, la circonscription de Spadina est située autour de la Spadina Avenue.

## Députés
1. 1935-1945 — Samuel Factor, PLC
2. 1945-1955 — David Croll, PLC
3. 1955-1962 — Charles Rea, PC
4. 1962-1972 — Perry Ryan, PLC
5. 1972-1981 — Peter Stollery, PLC
6. 1981-1988 — Dan Heap, NPD

- NPD = Nouveau Parti démocratique
- PC = Parti progressiste-conservateur
- PLC = Parti libéral du Canada